# Lhospitalet
Lhospitalet – miejscowość i gmina we Francji, w regionie Oksytania, w departamencie Lot.
Według danych na rok 1990 gminę zamieszkiwało 299 osób, a gęstość zaludnienia wynosiła 20 osób/km² (wśród 3020 gmin regionu Midi-Pyrénées Lhospitalet plasuje się na 768. miejscu pod względem liczby ludności, natomiast pod względem powierzchni na miejscu 768.).